# Centrale nucléaire de Pickering
Pour les articles homonymes, voir Pickering (homonymie).
 (janvier 2025).
Si vous disposez d'ouvrages ou d'articles de référence ou si vous connaissez des sites web de qualité traitant du thème abordé ici, merci de compléter l'article en donnant les références utiles à sa vérifiabilité et en les liant à la section « Notes et références ».
La centrale nucléaire de Pickering est une centrale nucléaire canadienne située sur la rive nord du Lac Ontario, à Pickering, en Ontario. Elle est exploitée par Ontario Power Generation.
Les réacteurs sont tous des réacteurs à eau lourde pressurisée (dit PHWR pour Pressurised Heavy Water Reactor) de conception canadienne CANDU.
Depuis décembre 2024 quatre réacteurs sont définitivement arrêtés (unités A1, A2, A3 et A4), et quatre unités sont opérationnelles (B5,B6, B7 et B8) pour une puissance électrique nette totale de 2 064 MWe.

## Description
La centrale a été construite par étapes, entre 1966 et 1986, par Ontario Hydro. Elle comprend 8 réacteurs nucléaires de type CANDU produisant une puissance cumulée totale de 4 124 MW. Pickering est la deuxième centrale nucléaire canadienne en termes de puissance installée, après celle de Bruce, qui dispose aussi de 8 réacteurs.
La centrale est exploitée en deux unités semblables de quatre tranches chacune Pickering A (Unités 1 à 4) et Pickering B (Unités 5 à 8).

## Caractéristiques des réacteurs
La base de données établie par l'AIEA qui définit ainsi les termes:
- La puissance nette correspond à la puissance électrique délivrée sur le réseau et sert d'indicateur en termes de puissance installée,
- La puissance brute correspond à la puissance délivrée par l'alternateur (= puissance nette augmentée de la consommation interne de la centrale),
- La puissance thermique correspond, à la puissance délivrée par la chaudière nucléaire

Le début de construction correspond à la date de coulage des fondations du bâtiment réacteur. Une tranche (nom utilisé pour un réacteur complet) est considérée comme opérationnelle après son premier couplage au réseau. La mise en service commercial est le transfert contractuel de l’installation du constructeur vers le propriétaire ; en principe après réalisation des tests réglementaires et contractuels et après fonctionnement continu à 100 % pendant une durée définie au contrat de construction.
| Unité | Modèle     | Statut          | Puissance   | Puissance   | Puissance        | Début de construction | Première divergence | Raccordement au réseau | Mise en service commercial | Arrêt définitif  |
| Unité | Modèle     | Statut          | Nette [MWe] | Brute [MWe] | Thermique [MWth] | Début de construction | Première divergence | Raccordement au réseau | Mise en service commercial | Arrêt définitif  |
| ----- | ---------- | --------------- | ----------- | ----------- | ---------------- | --------------------- | ------------------- | ---------------------- | -------------------------- | ---------------- |
| A1    | CANDU 500A | Arrêt définitif | 515         | 542         | 1 744            | 1er juin 1966         | 25 février 1971     | 4 avril 1971           | 29 juillet 1971            | 1er octobre 2024 |
| A2    | CANDU 500A | Arrêt définitif | 515         | 542         | 1 744            | 1er septembre 1966    | 15 septembre 1971   | 6 octobre 1971         | 30 décembre 1971           | 28 mai 2007      |
| A3    | CANDU 500A | Arrêt définitif | 515         | 542         | 1 744            | 1er décembre 1967     | 24 avril 1972       | 3 mai 1972             | 1er juin 1972              | 31 octobre 2008  |
| A4    | CANDU 500A | Arrêt définitif | 515         | 542         | 1 744            | 1er mai 1968          | 16 mai 1973         | 21 mai 1973            | 19 juin 1973               | 31 décembre 2024 |
| B5    | CANDU 500B | Opérationnel    | 516         | 540         | 1 744            | 1er novembre 1974     | 23 octobre 1982     | 19 décembre 1982       | 10 mai 1983                |                  |
| B6    | CANDU 500B | Opérationnel    | 516         | 540         | 1 744            | 1er octobre 1975      | 15 octobre 1983     | 8 novembre 1983        | 1er février 1984           |                  |
| B7    | CANDU 500B | Opérationnel    | 516         | 540         | 1 744            | 1er mars 1976         | 22 octobre 1984     | 17 novembre 1984       | 1er janvier 1985           |                  |
| B8    | CANDU 500B | Opérationnel    | 516         | 540         | 1 744            | 1er septembre 1976    | 17 décembre 1985    | 21 janvier 1986        | 28 février 1986            |                  |